# Tatra 54
Tatra 54 je osobní automobil střední třídy vyráběný v letech 1931–1934 československou automobilkou Tatra. V období 1931–1936 byly tyto vozy vybavovány větším motorem T 30, který měl při stejném zdvihu o 5 mm větší vrtání, a tedy objem 1679 cm3. Proto nesou označení Tatra 54/30.
Tatra 54 byla ekonomickou verzí vozu Tatra 52. Jednalo se o „jeden z nejodolnějších a také nejspolehlivějších vozů kopřivnické automobilky“. V roce 1934 byla nahrazena modelem Tatra 75.

## Popis
Čtyřdveřový čtyřmístný sedan s motorem vpředu a pohonem zadních kol, tedy s klasickou koncepcí pohonu. Jeho karoserie byla 4000 mm dlouhá, 1650 mm široká a 1700 mm vysoká. Při rozvoru kol 2820 mm činil jejich rozchod vpředu i vzadu 1300 mm, světlá výška vozu byla 220 mm. Všechna čtyři plná disková kola o rozměru 18“ byla opatřena mechanickými bubnovými brzdami, za příplatek se dodávaly i brzdy kapalinové. Přední tuhá náprava byla odpružena příčným půleliptickým listovým perem. Stejně tomu bylo i u obou zadních výkyvných polonáprav. Točivý moment se na tyto polonápravy přenášel přes suchou čtyřlamelovou spojku a přímo řazenou nesynchronizovanou čtyřstupňovou převodovku se zpátečkou hřídelem, který byl uložen v nosné rouře, jež tvořila centrální páteř vozu. To byla takzvaná tatrovácká koncepce, jejímž otcem byl šéfkonstruktér automobilky Hans Ledwinka. Vůz poháněl plochý čtyřdobý zážehový, vzduchem chlazený čtyřválec, takzvaný boxer, uložený podélně vpředu. Tatra 54 měla mechanické šnekové řízení a při pohotovostní hmotnosti 1000 až 1090 kg (podle provedení) dosahovala rychlosti až 80 km/h. Do nádrží se vešlo 45 l benzinu a 5 l olejové náplně. Vůz byl vybaven elektrickým spouštěčem 12 V Bosch BGC 0,6/12 L z7 nebo Scintilla 12V.
Model Tatra 54/30 měl podvozek a karoserii typu 54 a větší motor typu 30, který měl o 5 mm větší vrtání, a tedy i zvětšený objem na 1679 cm3. Celkem bylo v letech 1931 až 1936 postaveno 928 vozů Tatra 54/30.

## Motor
Vzduchem chlazený plochý čtyřválec s rozvodem OHV byl usazen v přední části páteřového, nástavného rámu s centrální troubou. Měl 2 ventily na válec, objem 1463 cm3 (vrtání 70 mm, zdvih 95 mm) a kompresi 4,9:1. Při 3000 otáčkách za minutu měl výkon 16,1 kW (22 k). Pohonnou směs dodával karburátor Zenith 30U, jenž byl umístěn nad motorem a s válci spojen šikmým sacím potrubím. Akumulátorové zapalování s dynamem 12 V, 80 W, Bosch RJA 75/12 nebo Scintilla 60/80 W mělo ruční regulaci předstihu. Na 100 km spotřeboval motor s tlakovým oběžným mazáním 10 až 11 l benzinu a 0,1 l oleje.

## Galerie

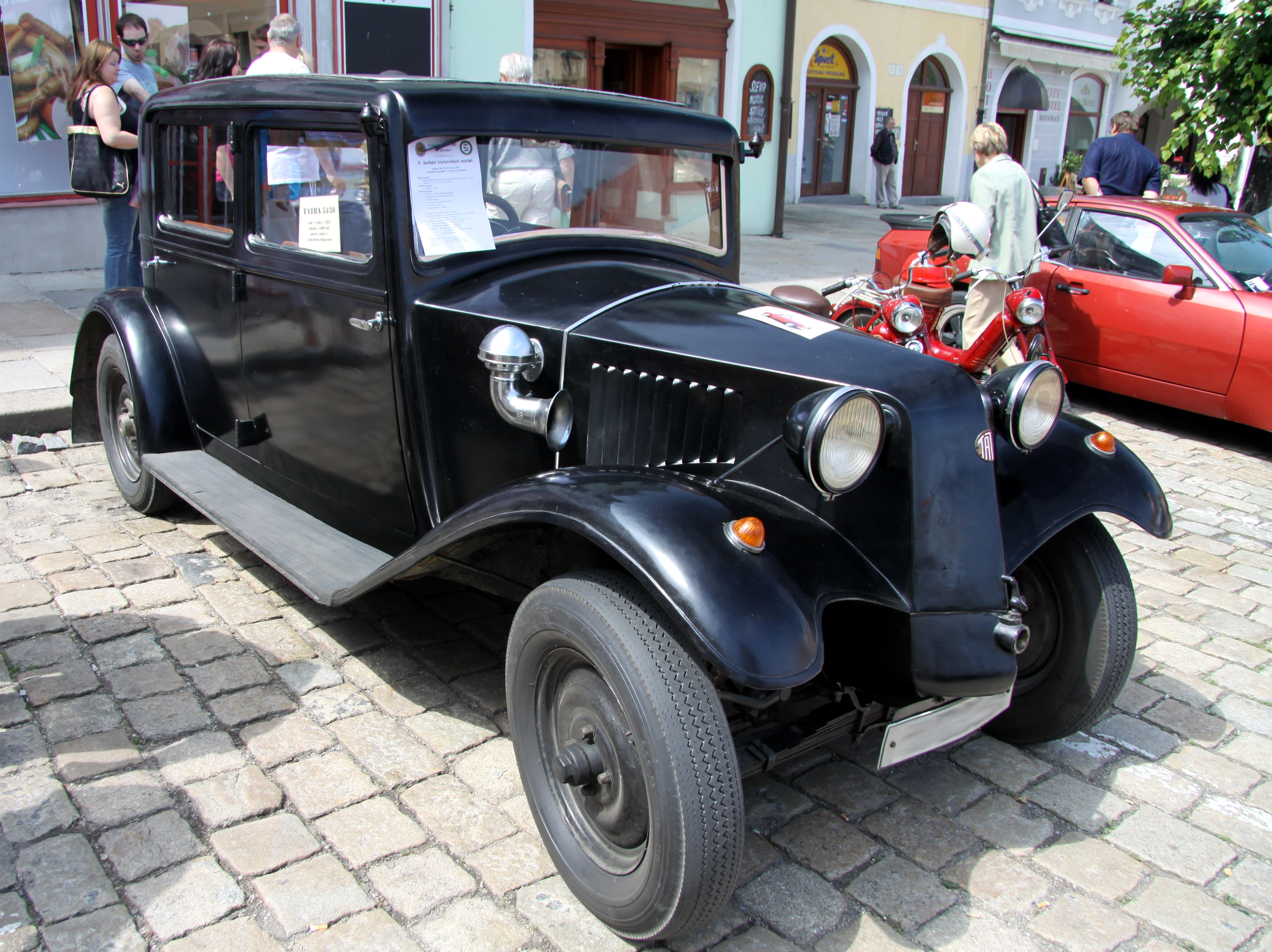
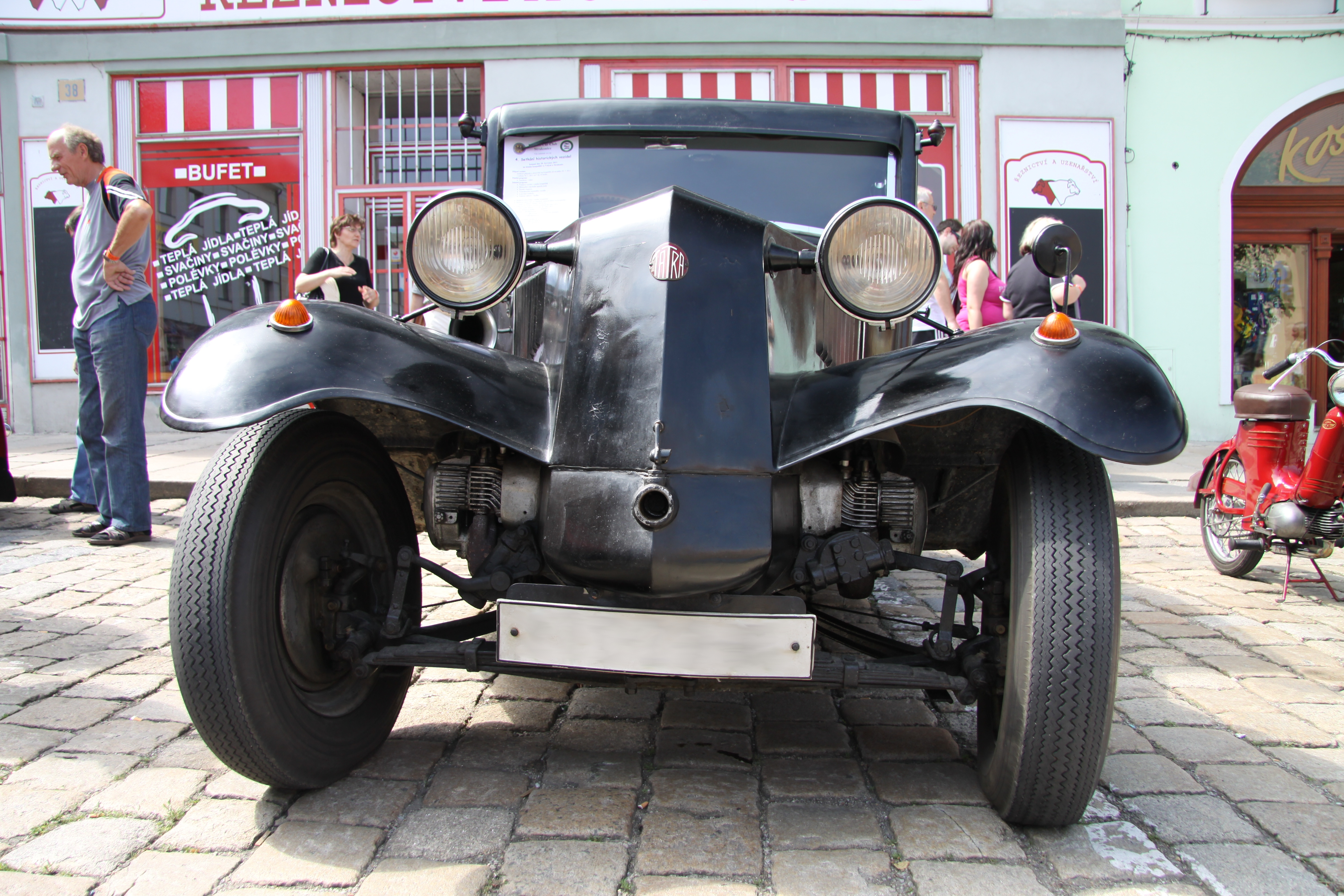
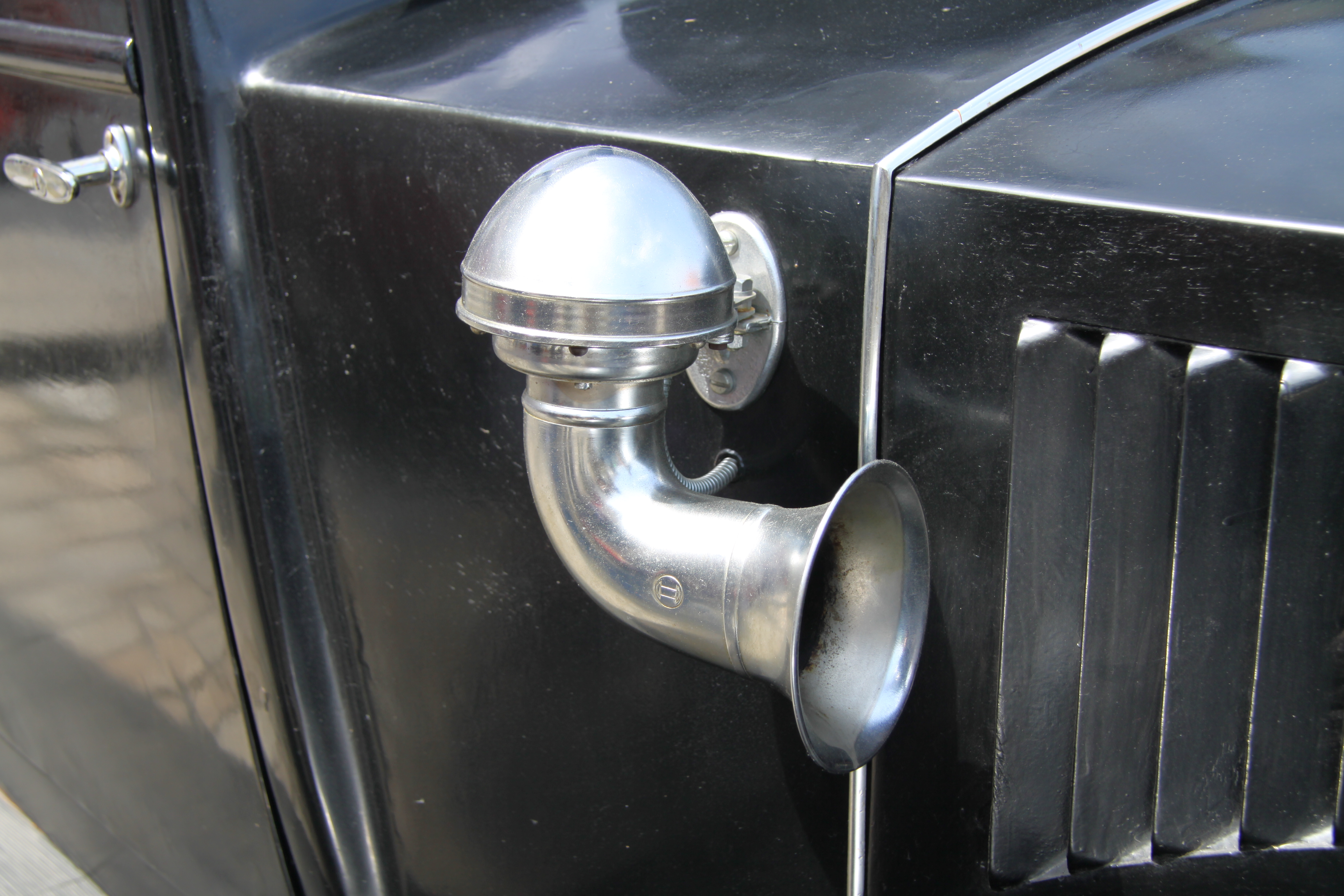